# Scaphidium quadrimaculatum
Scaphidium quadrimaculatum är en skalbaggsart som beskrevs av Olivier 1790. Scaphidium quadrimaculatum ingår i släktet Scaphidium, och familjen kortvingar. Arten är reproducerande i Sverige.

## Bildgalleri

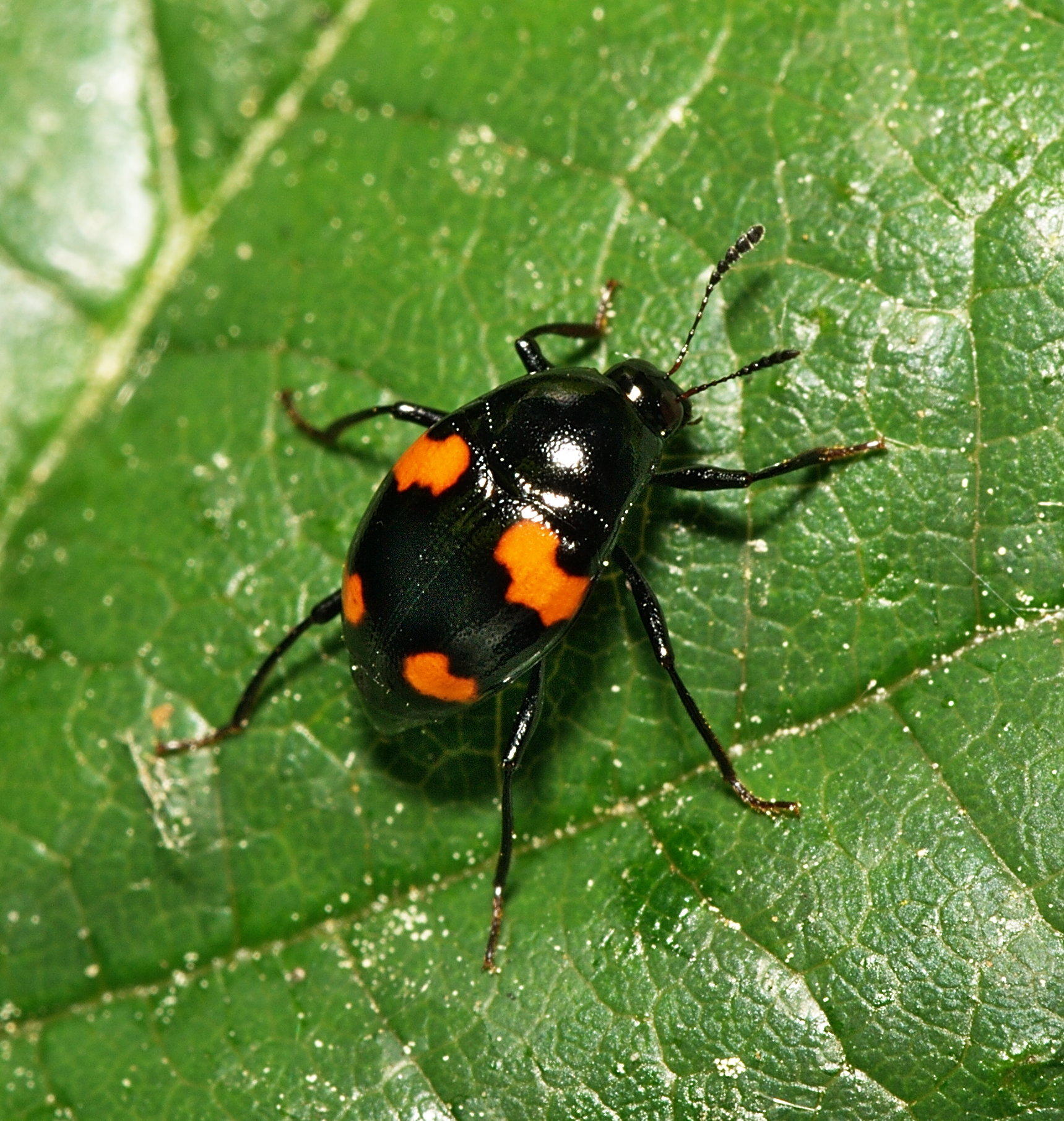
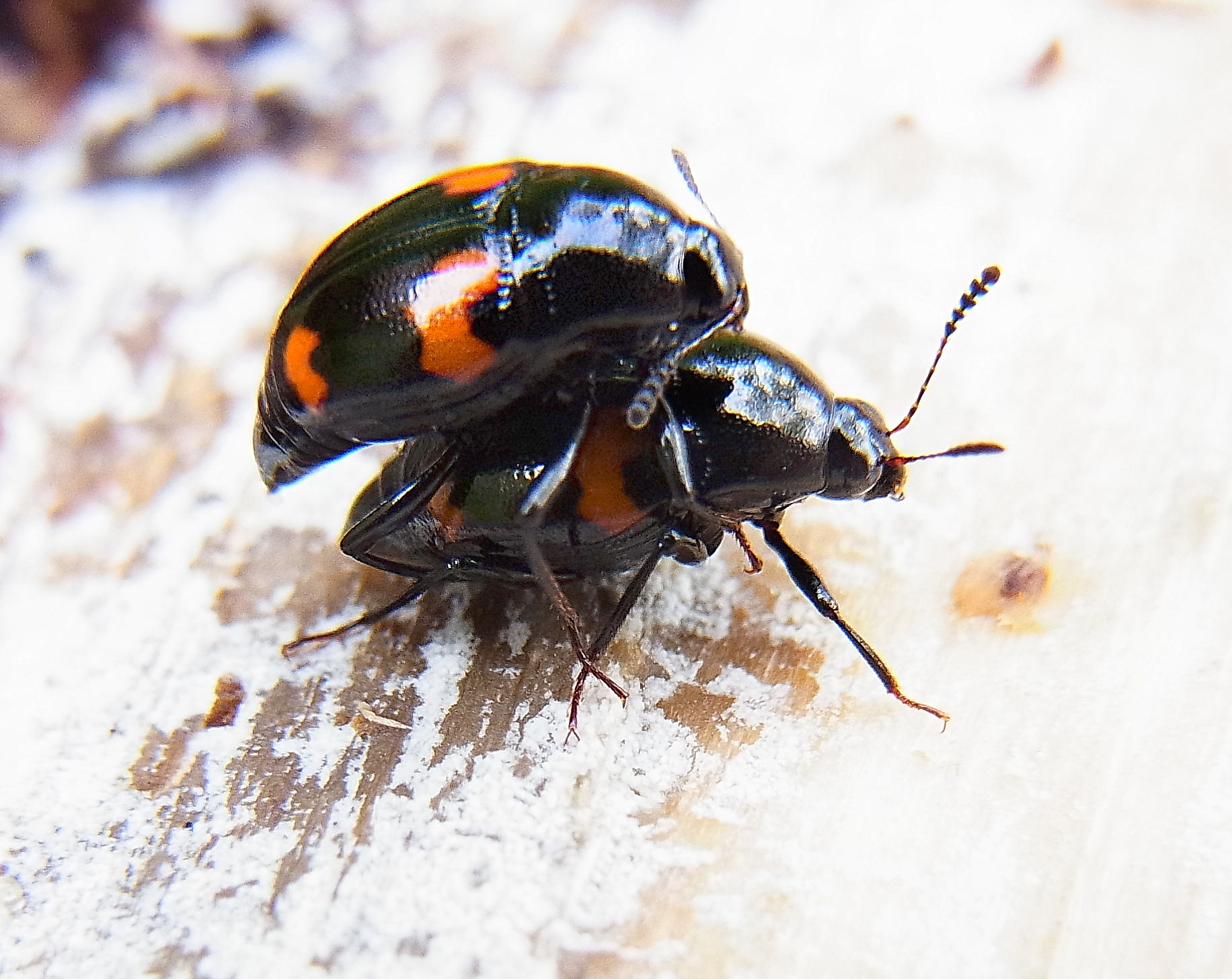